# 船崎良
船崎 良（ふなざき りょう、1992年4月7日 - ）は、日本の俳優。放映新社所属。北海道出身。

## 略歴・人物
身長168cm、体重58kg。特技は少林寺拳法（初段）、バク転。
2014年、TBSテレビのドラマ『ごめんね青春!』で初の連続ドラマレギュラー出演を果たす。

## 出演
出典は公式プロフィール、ブログより。

### テレビドラマ
- 夜行観覧車（2013年1月 - 3月、TBS）
- あぽやん〜走る国際空港（2013年1月 - 3月、TBS）
- この世で俺/僕だけ（2013年3月31日、BSジャパン） - 優男A 役
- ごめんね青春!（2014年10月 - 12月、TBS） - 成田淳 役
- 婚活刑事 第4回（2015年7月23日、読売テレビ制作・日本テレビ）
- ガチ★星（2016年4月21日 - 5月12日、テレビ西日本） - 上杉明 役
- 重版出来! 最終回（2016年6月14日、TBS） - アシスタント 役
- シャイロックの子供たち（2022年10月9日 - 11月6日、WOWOW） - 銀行員 役　※レギュラー[4]
- DOPE 麻薬取締部特捜課 第1話（2025年7月4日、TBS） - 西田雅志 役[5]

### 映画
- ギャングエイジ（2013年、東京藝術大学大学院映像研究科映画専攻） - 佐々岡真司 役[6]
- TOO YOUNG TO DIE! 若くして死ぬ（2016年6月25日、東宝・アスミック・エース） - 日吉 役
- 海賊とよばれた男（2016年12月10日、東宝）
- 僕らのごはんは明日で待ってる（2017年1月7日、アスミック・エース） - 遠藤佑真 役
- 劇場版 ほんとうにあった怖い話 2017（2017年9月16日、パル企画）
- 羊の木（2018年2月3日、アスミック・エース） - 高校生役
- 東京遭難（2023年11月18日、GOLD FISH FILMS / LIVEUP）[7]

### CM
- 積水ハウス
- 紳士服のはるやま
- 東京スカイツリー「1周年記念」
- スズキ・スペーシア
- スルガ銀行
- 島忠・HOME'S 「BBQ」篇（2014年）「出所」篇（2015年） - アキラ 役
- サッポロビール「サッポロ -0℃」（2015年）
- 延田グループ 「水かけ論」篇（2015年）
- 日本ケンタッキー・フライド・チキン 「みんなの骨なし」篇（2015年）
- さとふる 「カンタン」篇（2016年） - AD 役
- 尾鷲物産 「セカイノオワセ」 - カズユキ 役（2016年）
- スクウェア・エニックス 星のドラゴンクエスト（2016年）
- spotify 「パンクロックと反逆者=吉川」篇（2016年）

### 舞台
- 劇団東風「紙ノ月」
- 劇団ヨロタミ「4人の被疑者」（2013年） - 西田 役
- GEI-EI プロデュース vol.3 「ティラノ」（2013年） - 菊池（中学生時代）役

### その他
- テクニカ
- 自転車交通安全教育DVD
- 大修館書店 視聴覚教材『飲酒と健康』
- 全国暴力追放運動推進ドラマ『排除の分かれ道』